# Ben-Hur (film, 1959)
Pour les articles homonymes, voir Ben-Hur.
Pour plus de détails, voir Fiche technique et Distribution.
Ben-Hur est un film américain sorti en 1959, réalisé par William Wyler, produit par Sam Zimbalist, et avec Charlton Heston dans le rôle-titre. Comme le film muet de 1925, il est adapté du roman Ben-Hur de Lewis Wallace, publié en 1880. Il est considéré comme un monument de l'histoire du cinéma, par l'ampleur de sa mise en scène et des séquences à très grand spectacle qui y figurent, notamment la bataille navale, la course de chars et la crucifixion du Christ. Le scénario est attribué à Karl Tunberg, mais comprend des contributions de Maxwell Anderson, S. N. Behrman, Gore Vidal, et Christopher Fry. La distribution comprend également Stephen Boyd, Jack Hawkins, Haya Harareet, Hugh Griffith, Martha Scott, Cathy O'Donnell et Sam Jaffe.
Ben-Hur dispose du plus gros budget (15,175 millions de dollars), ainsi que des plus grands décors, de tous les films produits à l'époque. La costumière Elizabeth Haffenden supervise une équipe de 100 couturiers pour confectionner les costumes, et un atelier employant 200 artistes et ouvriers fournit les centaines de frises et statues nécessaires au film. Le tournage commence le 18 mai 1958 et se termine le 7 janvier 1959, avec une durée journalière de 12 à 14 heures, six jours par semaine. La préproduction commence en Italie à Cinecittà vers octobre 1957 et la postproduction dure six mois. Sous la supervision du directeur de la photographie Robert Surtees, les dirigeants de la Metro-Goldwyn-Mayer prennent la décision de produire le film au format écran large. Plus de 200 chameaux et 2 500 chevaux sont utilisés pour le tournage du film, ainsi que quelque 10 000 figurants. La bataille navale est filmée à l'aide de maquettes dans un énorme bassin à l'arrière des studios Metro-Goldwyn-Mayer à Culver City en Californie. La course de chars de neuf minutes est devenue l'une des séquences d'action les plus célèbres du cinéma, et la musique, composée et dirigée par Miklós Rózsa, est à l'époque la plus longue jamais composée pour un film et a eu une grande influence sur le cinéma pendant plus de 15 ans.
Après une campagne promotionnelle de 14,7 millions de dollars, Ben-Hur est présenté au Loew's State Theatre (en) de New York le 18 novembre 1959. Il est le plus grand succès de l'année 1959, devenant à l'époque le deuxième plus grand succès de tous les temps, après Autant en emporte le vent (1939). Il remporte le nombre record de onze Oscars, dont ceux de meilleur film, meilleur réalisateur (Wyler), meilleur acteur dans un rôle principal (Heston), meilleur acteur dans un second rôle (Griffith), et meilleure photographie couleur (Surtees). Il remporte également plusieurs Golden Globes tels que ceux de meilleur film dramatique, meilleur réalisateur, et meilleur acteur dans un second rôle pour Stephen Boyd. En 1998, l'American Film Institute le classe 72e meilleur film américain et deuxième meilleur film épique américain dans son AFI's 10 Top 10. En 2004, le National Film Preservation Board (en) sélectionne Ben-Hur pour conservation au National Film Registry de la bibliothèque du Congrès pour son « importance culturelle, historique ou esthétique, ».

## Synopsis
Avant le titre, la Nativité est racontée en plusieurs tableaux : le recensement, la crèche, l'Étoile de Bethléem, la visite des bergers et des mages, et se termine par un berger sonnant le chophar. Ce récit, tiré des évangiles selon Luc 2 1-20 et selon Matthieu 2 1-11,, est un élément en rapport avec le sous-titre du livre : A tale of the Christ (en français Une histoire du Christ) repris dans le titre du film.
Jérusalem au Ier siècle. Judah Ben-Hur, prince de Judée, retrouve son ami d'enfance Messala, venu prendre la tête de la garnison romaine de la ville. Messala est ivre de la puissance que lui a conférée l'empereur Tibère, alors que Ben-Hur ne souhaite que vivre en paix, malgré la rébellion qui menace en Judée. Devant choisir entre son amitié pour Messala et sa loyauté envers sa patrie, Ben-Hur choisit la loyauté qui le lie à son peuple, ce qui lui vaut la haine féroce de Messala. De retour chez lui, il apprend qu'Esther, la fille de son intendant, une esclave, va se marier avec un homme qu'elle connaît à peine. Ben-Hur, malgré son amour pour cette dernière, lui donne la liberté en cadeau de mariage.
Peu après, alors que le nouveau gouverneur, Valerius Gratus, parade en ville, des tuiles tombent de la maison de Judah et manquent de tuer le Romain. Messala sait son ami innocent mais, ayant pour tâche de mater la rébellion, estime qu'il sera redouté s'il se montre capable de cruauté envers un vieil ami ; il trahit alors Judah en le condamnant aux galères et en jetant en prison sa mère (Miriam) et sa sœur (Tirzah). Quand Esther et son père viennent peu après s'inquiéter de leur sort, ce dernier est aussi jeté au cachot.
En chemin vers la captivité et alors qu'il meurt de soif, on refuse à Ben-Hur le droit de se désaltérer ; il reçoit cependant de l'eau des mains d'un mystérieux homme que même les soldats romains respectent (il s'agit en fait de Jésus de Nazareth).
Trois ans plus tard, les Romains décident de purger la mer Méditerranée des pirates macédoniens. Lors de l'affrontement, le responsable de la galère où peine Judah, le consul romain Quintus Arrius, tombe à la mer et Ben-Hur lui sauve la vie. Sa flotte anéantie, convaincu de sa défaite, Quintus Arrius veut mettre fin à ses jours, mais Ben-Hur l'en empêche. Recueillis plus tard, ils apprendront la victoire romaine. Pour le remercier de lui avoir sauvé la vie, et après avoir obtenu pour lui une grâce de l'empereur Tibère, Quintus Arrius adopte Ben-Hur et lui offre la liberté.
Pendant son séjour à Rome, Ben-Hur fait la connaissance d'un ami d'Arrius, Ponce Pilate et se montre en outre habile conducteur de chars. Malgré ses victoires et l'affection paternelle, il aspire à retourner en Judée. De retour au pays natal, il rencontre le cheikh Ilderim, propriétaire de quatre magnifiques chevaux arabes blancs, qui lui propose de devenir son aurige lors d'une course de chars qui doit se dérouler à Jérusalem. Apprenant que Messala a remporté cette épreuve à de multiples reprises, Ben-Hur décline pourtant. Il rentre chez lui pour découvrir que son intendant vit encore dans son palais en décrépitude avec sa fille et un prisonnier muet rencontré lors de sa détention ; il a été torturé et a perdu l'usage de ses jambes, mais a pu cacher la fortune de son maître qui est restée intacte.
Inquiet pour sa sœur et sa mère, Ben-Hur va interroger Messala ; il se présente chez lui en toge sous sa nouvelle identité romaine Arrius le jeune et, comprenant que son ancien ami ignore le sort de ses détenus, jure de revenir le lendemain. Messala ordonne alors que l'on retrouve les prisonnières ; après consultation des archives et descente dans les cachots les plus profonds, on découvre qu'elles sont encore en vie et ont contracté la lèpre, maladie contagieuse alors inguérissable. Chassées de la ville, elles se rendent en cachette dans la cour de leur ancienne demeure ; Esther les aperçoit alors et, après s'être renseignées sur le destin de Judah, elles font promettre à Esther qu'elle lui annoncera leur mort afin qu'il puisse garder intacte leur image dans son souvenir, promesse qu'elle tiendra.
Fou de douleur, Ben-Hur finit donc par accepter l'offre du cheik Ilderim.

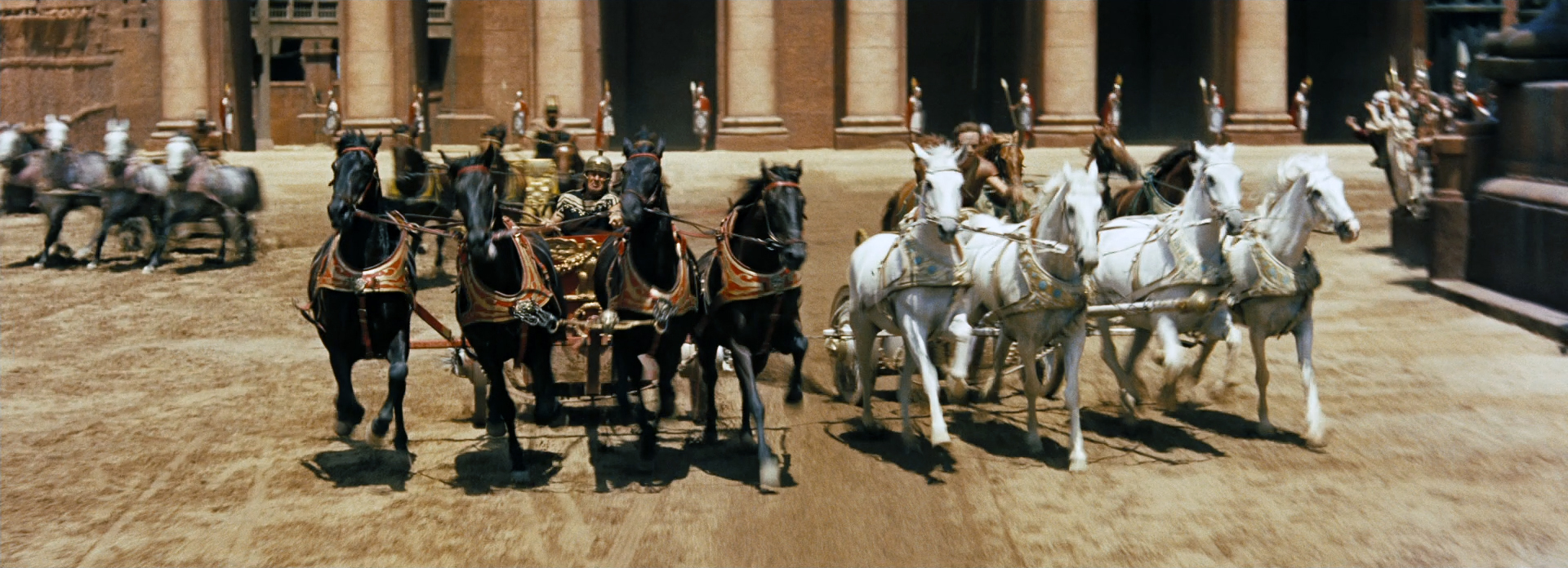
Quadriges lors de la scène de la course des chars.

Au départ de la course, Messala arrive dans l'arène avec un char grec dont les roues sont munies de pointes, servant à détruire les chars adverses ou blesser les chevaux. La course est terrible : les conducteurs se livrent un combat acharné, Messala étant le plus redoutable. Il oblige Ben-Hur à se livrer à différentes prouesses pour rester en piste et en vie. Il use même de son fouet sur Ben-Hur, qui parvient à le lui prendre et à le fouetter à son tour. Peu près, le char de Messala se coince entre les roues de celui de Ben-Hur, détruisant celui de Messala. Ce dernier chute brutalement de son char et est tour à tour écrasé par son propre véhicule, puis par les chevaux et le char d'un autre compétiteur, ce qui lui broie les os et l'ensanglante. Finalement, Ben-Hur remporte la compétition. Il se rend ensuite au chevet de Messala qui doit être amputé ; avant de mourir des suites de ses blessures, Messala lui annonce avec cruauté le sort de Miriam et Tirzah.
Effondré, Ben-Hur rentre chez lui. Le lendemain, malgré le danger d'être contaminé, il se rend dans la Vallée des lépreux aux portes de Jérusalem, où sont reclus les incurables et les pestiférés. Il aperçoit alors à distance Miriam et Tirzah, lesquelles sont nourries par Esther. Une altercation s'ensuit, Ben-Hur accusant la jeune femme de mensonge.
Ben-Hur revoit Ponce Pilate, devenu gouverneur de Judée en remplacement de Gratus, qui lui annonce qu'il est devenu citoyen romain, mais Ben Hur refuse pour ne pas devenir comme Messala, et rend l'anneau de son père adoptif.
En rentrant chez lui, Esther avoue son amour à Ben-Hur puis lui affirme connaître quelqu'un qui pourra guérir les lépreuses : Jésus de Nazareth. Mais Ben Hur n'y croit pas, Esther lui reproche d'être devenu comme Messala, se nourrissant de la haine et cherchant la vengeance.
Finalement ils partent chercher sa mère et sa sœur pour les emmener à Jérusalem, mais Ponce Pilate vient tout juste de condamner Jésus à mort. Lors du chemin de croix, Ben-Hur reconnaît l'homme qui l'avait autrefois désaltéré et tente de lui retourner la faveur, il est alors brutalement repoussé par les soldats romains tandis que Jésus est conduit sur le lieu de la crucifixion. Pendant qu'Esther s'en retourne vers la vallée avec Miriam et Tirzah, Ben-Hur assiste, bouleversé, à la mort de Jésus.
Deux miracles se produisent alors : l'orage éclate, la terre tremble et la pluie tombe, rafraîchissant et lavant la terre de Judée. Les femmes, réfugiées dans une cavité au pied du mont Golgotha, lieu de supplice du Christ, sont mouillées par le sang s'écoulant des plaies du crucifié. De retour chez lui, Ben-Hur les découvre guéries. Il peut envisager l'avenir avec sérénité.
Le dernier plan du film montre un berger conduisant ses brebis devant le calvaire et ses trois croix dont les corps ont été descendus, se découpant sur le ciel d'une aube nouvelle, tandis que les chœurs de la chapelle Sixtine entonnent un alléluia sur le thème principal du film.

## Fiche technique
- Titre original : Ben-Hur
- Réalisation : William Wyler
- Réalisation (seconde équipe) : Yakima Canutt et Andrew Marton pour la course de chars, ainsi que Sergio Leone et Mario Soldati
- Réalisation (troisième équipe) : Richard Thorpe pour la bataille navale entre les Romains et les Macédoniens
- Scénario : Karl Tunberg, d'après le roman Ben-Hur: A Tale of the Christ de Lewis Wallace
- Direction artistique : William A. Horning et Edward C. Carfagno
- Décors : Hugh Hunt
- Costumes : Elizabeth Haffenden
- Maquillage : Charles Parker
- Coiffures : Gabriella Borzelli
- Photographie : Robert L. Surtees
- Son : Franklin Milton, assisté de Sash Fischer et William Steinkamp
- Montage : Ralph E. Winters, John D. Dunning et Margaret Booth (non créditée)
- Musique : Miklós Rózsa
- Production : Sam Zimbalist
- Sociétés de production : Metro-Goldwyn-Mayer et Loew's Incorporated
- Société de distribution : Metro-Goldwyn-Mayer (MGM)
- Budget : 15 000 000 $
- Pays de production:  États-Unis
- Langue : anglais
- Format : Couleurs Technicolor - 65 mm anamorphosé (MGM Camera 65) – 2,76:1 (Ultra Panavision 70)[5] – Son stéréophonique 6 pistes magnétiques (Westrex Recording System)
  - Copies 70 mm au ratio 2,59:1 (anamorphosé) et 2,20:1 (copies plates) – Son stéréophonique 6 pistes magnétiques
  - Copies 35 mm au ratio 2,55:1 et 2,35:1 anamorphosées[6] – Son stéréo 4 pistes magnétiques[7]
- Genre : Peplum
- Durée : 214 minutes - 31 Reels = 6 032 m. = 19 791 feet[8]
- Dates de sortie :
  - États-Unis : 18 novembre 1959
  - Québec : 10 décembre 1959
  - France : 6 octobre 1960 (première au Gaumont-Palace en présence de Charlton Heston)[9] - Adaptation des dialogues originaux en version française : Jean Anouilh (non crédité)[10]
- Tous publics
- Affiches : Reynold Brown (États-Unis), Roger Soubie (France)

## Distribution
- Charlton Heston (VF : Jean-Claude Michel)[11] : Judah Ben-Hur
- Jack Hawkins (VF : William Sabatier)[11] : Quintus Arrius
- Haya Harareet (VF : Maria Tamar)[11] : Esther
- Stephen Boyd (VF : Marc Cassot)[11] : Messala
- Hugh Griffith (VF : Robert Manuel) : Cheik Ilderim
- André Morell (VF : René Arrieu) : Sextus
- Martha Scott (VF : Jacqueline Morane) : Miriam
- Cathy O'Donnell (VF : Jeanine Freson)[11] : Tirzah
- Sam Jaffe (VF : Henri Ebstein) : Simonides
- Finlay Currie (VF : Jean Marchat) : Balthazar
- Finlay Currie (VF : Jean-Paul Moulinot) : le narrateur
- Frank Thring (VF : Jean-Pierre Marielle) : Ponce Pilate
- Terence Longdon (VF : Jacques Thébault) : Drusus
- George Relph (VF : Henri Crémieux) : Tibère

Et, parmi les acteurs non crédités :
- Claude Heater : Jésus-Christ (sous l'anonymat)[12]
- Robert Brown : le commandant en second de la galère
- Adi Berber : Malluch
- Marina Berti : Flavia, compagne de Ben Hur à Rome
- Lydia Clarke : une invitée de Quintus Arrius à Rome
- José Greci : Marie
- Richard Hale : Gaspar
- Réginald Lal Singh : Melchior
- Duncan Lamont : Marius
- Howard Lang : l'hortator
- Tutte Lemkow : un lépreux
- Laurence Payne : Joseph
- Mino Doro (VF : Gérard Férat) : Valerius Gratus
- John Le Mesurier (VF : Roland Ménard) : le chirurgien du cirque
- Stevenson Lang (VF : Paul Ville) : un aveugle
- Aldo Silvani (VF : Gérard Férat) : un Nazaréen
- Noel Sheldon (VF : Michel Gatineau) : un centurion
- Giuliano Gemma : un Romain, aide-de-camp de Messala à la citadelle Antonia

Version française réalisée à l'été 1960 sous la direction artistique de Jacques Barclay à l'auditorium parisien de la MGM rue Condorcet, 9e arrondissement (créditée uniquement sur copies 70mm).

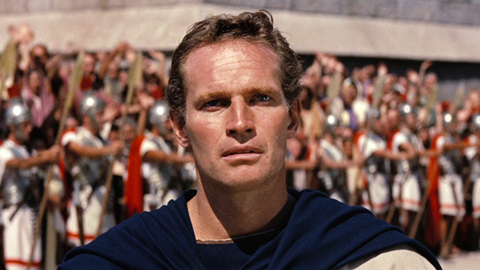
Charlton Heston (Ben-Hur).
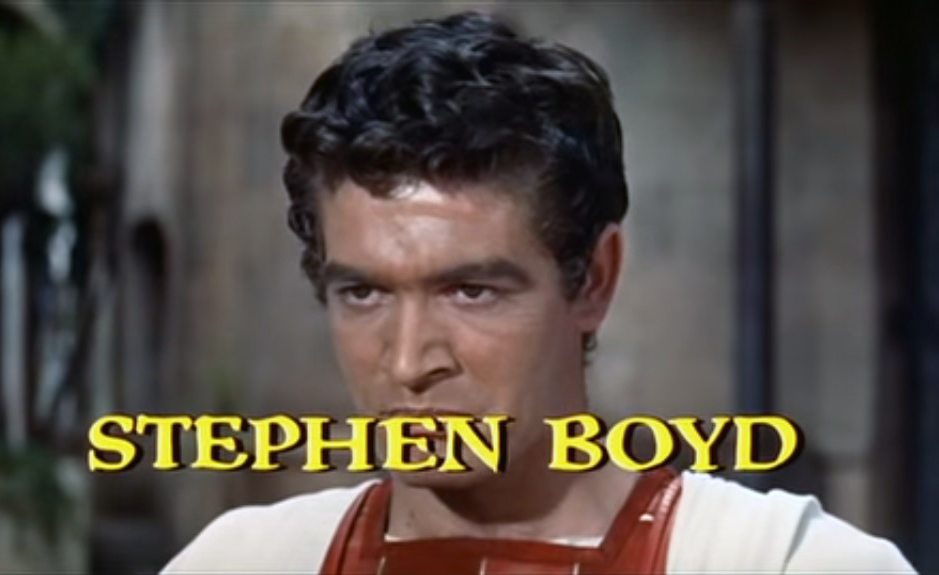
Messala.
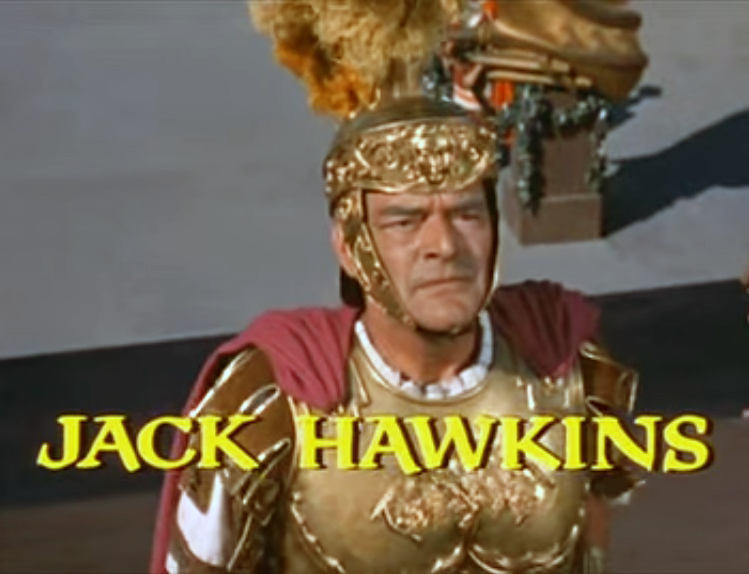
Quintus Arrius.
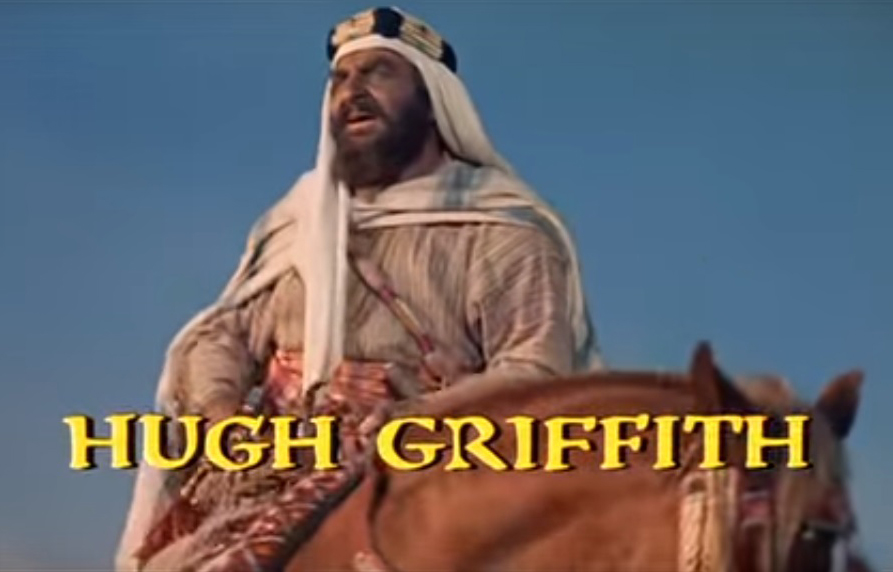
Le cheik Ilderim.
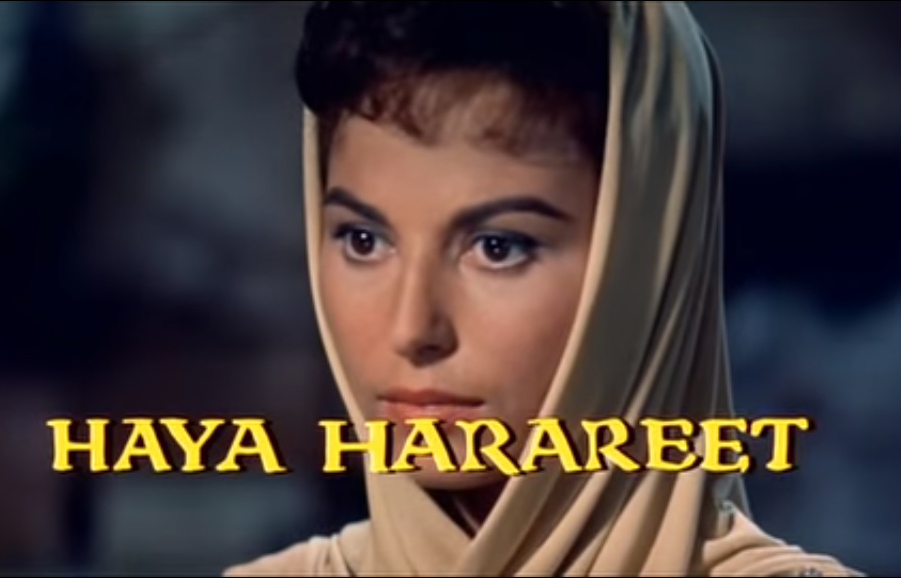
Esther.

## Production

### Choix des interprètes
Retraçant plus tard ce tournage, l'acteur Charlton Heston avait confié : « Je crois que c'est le seul film de ma carrière à la fin duquel je sentis non seulement mon énergie physique, mais mon énergie créative commencer à s'épuiser. »
D'autres acteurs se sont vu offrir le rôle de Ben-Hur : Rock Hudson, Paul Newman et Burt Lancaster, ce dernier déclina l'offre. Quant à Paul Newman, il prétendit ne pas avoir les jambes adéquates pour porter les costumes.
Martha Scott interprète pour la seconde fois la mère de Charlton Heston, après son rôle dans Les Dix Commandements (1956) de Cecil B. DeMille.
Judah et Messala ne pouvant avoir des yeux de couleurs semblables, Stephen Boyd fut contraint de porter des lentilles marron pour le rôle ; sur certains plans éloignés toutefois, il n'en porte pas et l'on peut deviner son regard bleu (par exemple, lors du défilé d'entrée du nouveau procurateur, au moment où Messala lève les yeux pour regarder Judah et Tirzah sur la terrasse).
Gore Vidal, le scénariste, a souhaité une homosexualité tacite entre les deux protagonistes, Messala (joué par Stephen Boyd) et Ben-Hur (joué par Charlton Heston), contre l'avis du réalisateur, William Wyler. Seul Stephen Boyd fut mis dans la confidence.
Le film gardait un secret. William Wyler ne voulait pas présenter le visage de Jésus-Christ, ni le nom de l'acteur qui jouait ce rôle. En fait, il s'agissait d'un baryton américain consacré à l'opéra, Claude Heater, qui avait été sollicité en 1958 à Rome, donc acteur idéal à rester inconnu.

### Tournage

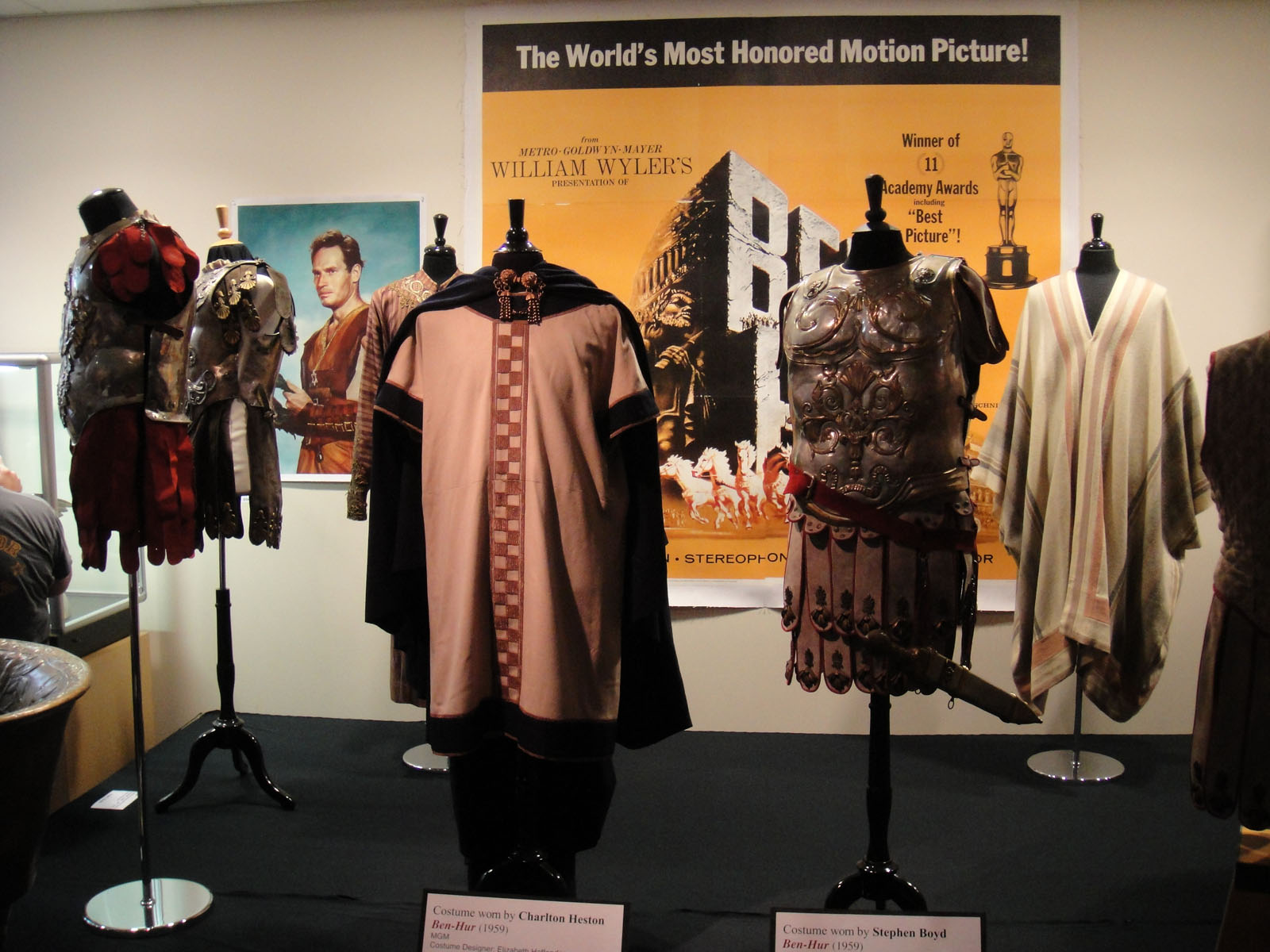
Costume de Charlton Heston et armure de Stephen Boyd.

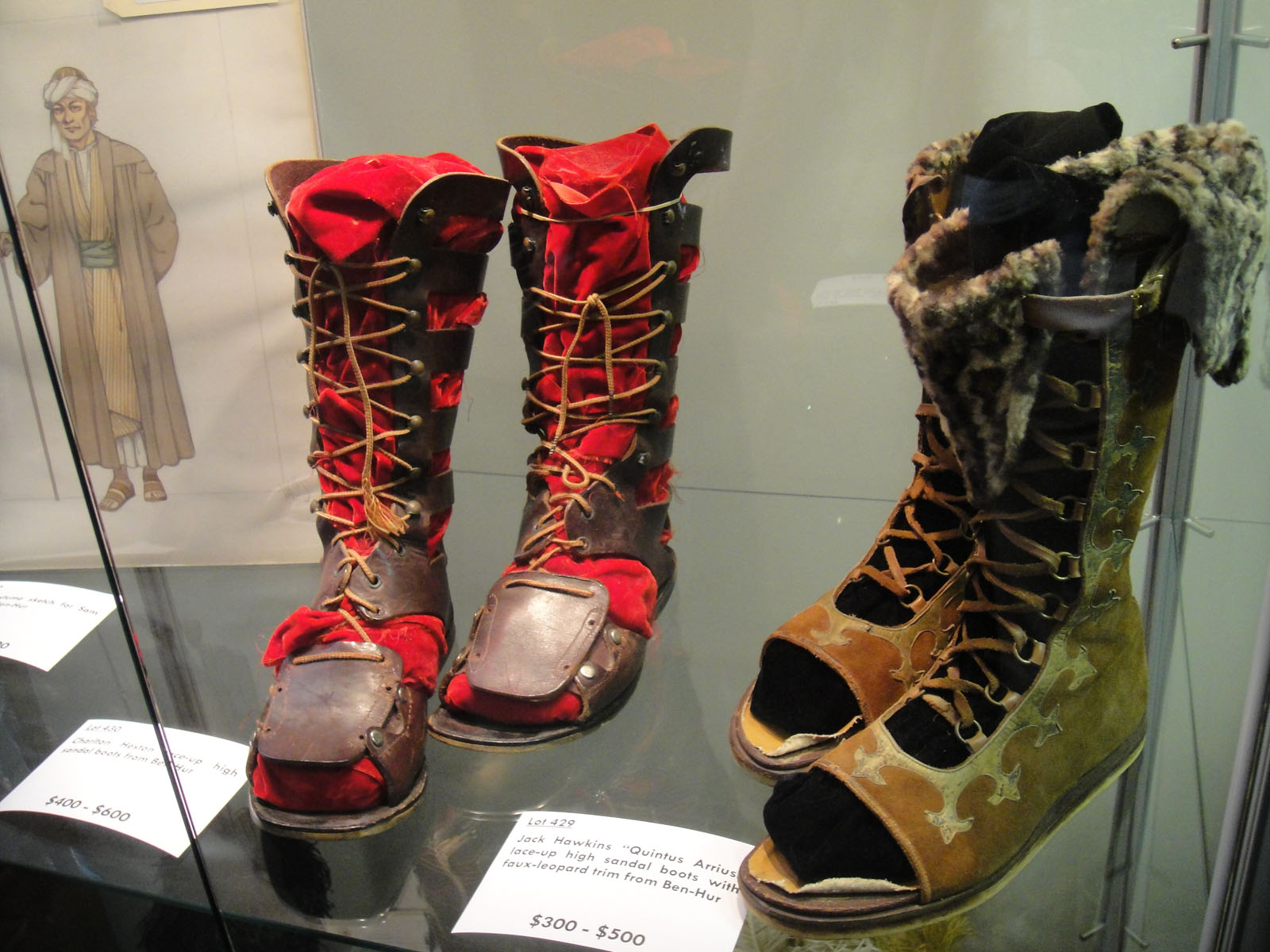
Sandales de Charlton Heston et Jack Hawkins.

Le film fut entièrement réalisé au studio de Cinecittà, à Rome, pendant neuf mois après deux années de préproduction.
Le clou du film, la fameuse course de chars, exigea cinq mois de préparation et 78 jours de tournage (61 pur-sangs furent sélectionnés). Sa mise au point et les entrainements s'effectuant sur une réplique de la piste aménagée derrière les gradins du cirque. Elle fut prise en charge par Andrew Marton et Yakima Canutt, spécialistes des scènes d'action.
Le décor, représentant le cirque antique d'Antioche, s'étendait sur huit hectares et comportait une piste de 1 400 mètres tournant autour de statues monumentales de 26 mètres de haut, et 3 600 tonnes de sable provenant de diverses plages méditerranéennes. On pouvait recevoir entre 6 000 et 15 000 spectateurs sur le plateau creusé à Cinecittà.
L'emploi d'une pellicule large de 65 mm, dont l'image photographiée était anamorphosée par un prisme au rapport 1,25 (soit une surface 275 % plus grande que celle du 35 mm standard), permettait une prise de vue particulièrement nette, très lumineuse, aux couleurs vives et sans grain, presque trois fois plus large que haute (2,76:1). Les cadreurs utilisaient des pick-up supportant le matériel et leurs techniciens roulant au plus près des équipages. Lors des collisions, de petites charges de dynamite commandées par les conducteurs pulvérisaient les roues, tandis que les chevaux étaient automatiquement décrochés de leur attelage et poursuivaient leur galop sans être blessés, chaque char pesant plus de 400 kilogrammes. Une des six volumineuses caméras MGM 65 dont le prix s'élevait à l'époque à 100 000 dollars l'unité fut détruite pendant la poursuite, deux auriges ayant mal négocié un virage.
Les chevaux blancs de l'attelage de Ben-Hur auraient été transportés de Tchécoslovaquie en avion première classe. Ce sont en réalité trois équipages de quatre chevaux semblables de race Lipizzan, qui apparaissent à l'écran ; dressés l'un au trot, un autre au grand galop auprès des plateformes supportant les caméras, et le dernier au saut d'obstacle. Pour les séquences dangereuses que Charlton Heston ne fut pas autorisé à effectuer lui-même par les assurances, un moulage souple de son visage fut appliqué sur les traits du cascadeur Joe Canutt (fils de Yakima Canutt), afin de parfaire l'illusion que l'acteur conduisait lui-même l'ensemble. La scène où Ben-Hur est rejeté à l'extrémité de son char et parvient à y remonter, est en réalité un accident imprévu, survenu au cascadeur. Les prises ont été gardées et intégrées dans le film avec un plan rapproché de Joe Canutt portant le masque souple de Ben Hur sur le visage, suivi sous un angle différent d'une prise plus serrée de Charlton Heston filmé sur le timon et enjambant le char pour reprendre sa place en se saisissant à nouveau des rênes.
Deux médecins et deux infirmières étaient en permanence dans un poste de secours aménagé près du plateau et disposant de vingt lits. Neuf conducteurs d'attelages furent sérieusement blessés.
Finalement, les prises gardées au montage ne constituent qu'une part infime de l'ensemble de celles tournées. En durée, le rapport entre les deux n'est en effet que de 1 sur 263.
C'est le seul film de la MGM où Leo, le lion emblématique, est statique et muet à la demande expresse de William Wyler qui tenait à garder sans rupture les trois notes fortissimo de l'ouverture musicale.
Au cours de son allocution de début de tournage à Cinecittà en avril 1958, William Wyler avait dit à son équipe : « Messieurs, j'ai été assistant sur la version de 1925. Donc l'un d'entre vous réalisera probablement le prochain Ben Hur au XXIe siècle ! ».
Afin d'éviter que les décors (représentant 300 sites différents) soient réutilisés sans permission par des producteurs italiens, la MGM décida de les faire détruire à la fin du tournage.

## Exploitation

### Format de projection
Il est difficile de définir le format de projection original du film dès lors que l'Ultra Panavision 70 a été créé pour permettre un ratio variable, tout comme le Todd-AO, mis au point par Michael Todd en 1954 pour concurrencer le procédé Cinérama, trop coûteux et complexe.
À la sortie de La Tunique en 1953 (premier film en CinemaScope), l'immense majorité des salles possédaient deux projecteurs 35 mm fonctionnant en alternance pour enchaîner les bobines en continu (les plateaux horizontaux à boucle unique n’existant pas encore). Elles étaient équipées de lentilles anamorphiques Hypergonar de rapport 2,66:1, puis 2,55:1 après ajout des pistes sonores magnétiques, et d'écrans correspondants. Les besoins de place pour intégrer une piste optique monophonique avaient par la suite ramené l'image au ratio 2,35:1. Les écrans restés au format supérieur étaient alors réduits en largeur par des bordures mobiles en velours noir dont les supports métalliques se déplaçaient sur rails horizontalement – et verticalement pour le 70 mm – afin d'encadrer les différents formats projetés à l’époque.
Les salles « haut de gamme » avaient opté quant à elles pour des projecteurs de films au format 70 mm (comme le Philips DP 70 ou le Victoria 8), offrant une image au ratio 2,20:1 de qualité nettement supérieure au format 35 mm anamorphosé, la lentille Hypergonar provoquant parfois à l'époque des déformations géométriques et un manque de netteté indésirables. Enfin, quelques salles très haut de gamme s'étaient équipées d'écrans incurvés rappelant le Cinérama et autres systèmes équivalents, dont le Kinopanorama (écran courbe de 240 m2) à Paris où des copies 70 mm sphériques furent exploitées.
Les finances de la MGM étant en danger à la fin des années 1950 et le projet Ben-Hur ayant été lancé pour la remettre à flot, le studio ne pouvait pas se permettre d'essayer d'imposer un nouveau format. La nécessité était donc de réaliser un film qui pourrait être projeté simultanément en 35 mm anamorphosé au ratio 2,55:1, tout en ayant la qualité visuelle suffisante pour tirer des copies 70 mm au ratio 2,20:1, voire en Cinérama. Dans ce but, les producteurs choisirent de tourner avec des caméras 65 mm munies d'un prisme anamorphique de rapport 1,25 (créditées au générique sous l'appellation MGM Camera 65) offrant un ratio de 2,76:1.
Ce système nommé par la suite Ultra Panavision 70 permit de sortir des copies au ratio 2,59:1 (proche du rapport Cinérama), des copies anamorphosées 35 mm recadrées (soft matte) en 2.55:1 et 2.35:1 ainsi que des copies « plates » 70 mm au ratio 2,20:1, afin de diffuser le film dans un maximum de salles.
Lors de sa sortie en salles en 1960, Ben-Hur a été majoritairement projeté en copies 35 mm 2,55:1 avec quatre pistes magnétiques stéréo ; en France des copies 2,35:1 furent également distribuées du fait de l'ajout en parallèle d'une demi piste optique de secours large de 1 mm, enfin des tirages 35 mm anamorphosés avec seulement une piste optique monophonique ont circulé pour les salles non équipées. Il a aussi été exploité en copies « plates » 70 mm au ratio 2,20:1 avec 6 pistes magnétiques stéréo dans les salles de prestige, les 5 mm supplémentaires (par rapport au format du négatif) permettant l'ajout de deux pistes sonores magnétiques de part et d'autre des perforations, soient quatre voies séparées en plus des deux autres placées à droite et à gauche du photogramme. Quelques rares salles 70 mm s'équipèrent d’un écran 2,76:1 et de la lentille anamorphique au rapport 1,25, mais cela reste très anecdotique.
Lors de sa nouvelle exploitation en 1969, des copies plates, ainsi que quelques copies sphériques 70 mm pour écrans courbes, furent projetées aux côtés des 35 mm anamorphosées 2,55:1 déjà existantes. Si le format original de tournage de Ben-Hur est donc bien le 2,76:1, son format de projection a majoritairement été le 2,55:1.

### Box-office
Le film a engrangé 74 millions US$ de recettes lors de sa première exploitation aux États-Unis et totalisé au cours des 50 dernières années 13 853 547 entrées en France (dont 1 199 966 à Paris) plaçant Ben Hur en tête des films sortis en 1960.

### Ressorties
Ben-Hur est sorti en Blu-ray aux États-Unis le 27 septembre 2011 et en France le 26 octobre suivant. Pour la première fois, le négatif original 65 mm a été scanné en 6K haute définition et est présenté dans son format original de 2,76:1 (offrant ainsi une image plus large mais moins haute que lors de l'exploitation en salles). Restauré image par image pour un coût total d'un million de dollars US il est présenté sous label Warner Bros.
Le film est accompagné d'un documentaire inédit d'une durée de 78 minutes sur la vie de Charlton Heston, illustrée par des photos et films de famille en 16 mm couleurs tournés par son épouse Lydia Clarke. Le commentaire est assuré par leur fils Fraser, qui lit de nombreuses pages du journal intime de son père, rédigé pendant les neuf mois du tournage, dont le premier « tour de manivelle » fut donné le 20 mai 1958 aux studios Cinecittà de Rome.
Après restauration, le film est disponible à l'exploitation en salles en DCP (Digital Cinéma Package) qui est l'équivalent en cinéma numérique de la copie argentique du cinéma traditionnel.

## Distinctions

### Récompenses
Avec onze Oscars, Ben-Hur est le film le plus primé de l'histoire du cinéma, plus tard rejoint par Titanic en 1998 et Le Seigneur des anneaux : Le Retour du roi en 2004.
- Oscars 1960 :
  - Oscar du meilleur film pour Sam Zimbalist, producteur
  - Oscar du meilleur réalisateur pour William Wyler
  - Oscar du meilleur acteur pour Charlton Heston
  - Oscar du meilleur acteur dans un second rôle pour Hugh Griffith
  - Oscar de la meilleure direction artistique pour William A. Horning, Edward C. Carfagno et Hugh Hunt
  - Oscar de la meilleure photographie (couleur) pour Robert Surtees
  - Oscar de la meilleure création de costumes pour Elizabeth Haffenden
  - Oscar des meilleurs effets visuels pour Milo B. Lory (audios), A. Arnold Gillespie et Robert MacDonald (visuels)
  - Oscar du meilleur montage pour John D. Dunning, et Ralph E. Winters
  - Oscar de la meilleure musique de film pour Miklós Rózsa
  - Oscar du meilleur mixage de son pour Franklin Milton

- Golden Globes 1960 :
  - Meilleur film dramatique
  - Meilleur réalisateur pour William Wyler
  - Meilleur acteur dans un second rôle pour Stephen Boyd
  - Prix spécial pour Andrew Marton en tant que réalisateur de la course de chars

- British Academy Film Award du meilleur film 1960
- David di Donatello de la meilleure production étrangère en 1961

### Nominations
- Oscars 1960 : nomination à l'Oscar du meilleur scénario adapté pour Karl Tunberg
- Golden Globes 1960 : nomination au Golden Globe du meilleur acteur dans un film dramatique pour Charlton Heston

### Conservation
Le film est inscrit depuis 2004 au National Film Registry pour être conservé à la Bibliothèque du Congrès du fait de son intérêt « culturellement, historiquement ou esthétiquement important ».

## Autour du film

### Records
- Environ 15 000 figurants apparaissent dans le film.

### Erreurs historiques
- La loi romaine ne condamnait pas aux galères, où l'on employait des marins libres très bien entraînés, jamais des esclaves.
- L'immense avenue rectiligne où défile Ben-Hur après la bataille navale n'a jamais existé dans l'Antiquité à Rome. Les triomphateurs suivaient des rues étroites et sinueuses.
- La bataille navale montre la flotte romaine affrontant une flotte de pirates macédoniens. Mais sous Tibère, au Ier siècle, cela faisait plus d'un siècle qu'il n’y avait plus de pirates en Méditerranée après la campagne de Pompée, et la Macédoine était une province romaine depuis 146 avant J-C.
- Il n'y avait pas de cirque pour les courses de chars à Jérusalem au Ier siècle.

### La course de chars
- La course de chars a nécessité, à elle seule, plus de deux mois et demi de prises de vues (78 jours) avec, pour certains plans, la présence de 15 000 figurants, les chevaux dressés ne pouvant travailler plus de trois quarts d'heure[33].
- Mario Luraschi, dresseur et cascadeur équestre dans près de 500 films, répondant à une question de Bernard Achour, déclara : « Selon moi, c'est dans Ben-Hur que les chevaux sont le mieux dressés »[33].
- Malgré tout le soin apporté à la séquence, on peut, à de nombreuses reprises, apercevoir les traces de pneus du véhicule ayant servi pour les prises de vues. Les plus flagrantes sont visibles à 25 min 14 s sur le 2e blu-ray, dans le tournant au 4e tour de course, à gauche de l'image.
- D'autre part à l'instant du saut périlleux du char au-dessus de l'obstacle (chapitre 8 à 27 minutes et 6 secondes) on voit très brièvement mais nettement une caméra 65 mm posée à même le sol en légère contre-plongée et abritée du soleil par un support bâché, au bas du bord droit de l'écran[34].
- Comme l'explique le cheik arabe interprété par l'acteur Hugh Griffith, les quatre chevaux blancs que guide Ben-Hur lors de la course de chars portent tous des noms d'étoiles : Antarès, Aldébaran, Altaïr et Rigel.

### Combats maritimes
- La galère utilisée dans certaines scènes de combat a également posé beaucoup de problèmes :
  - le modèle réalisé d'après les plans d'un spécialiste historique était trop lourd et ne tenait pas sur l'eau lors des essais en mer. Elle fut donc installée dans une piscine avec des câbles attachés à l'ancre pour assurer sa stabilité ;
  - l'eau de la piscine n'ayant pas la couleur de la Méditerranée, un chimiste fut engagé pour y remédier. Cependant, les composants chimiques qu'il utilisa créèrent une croûte à la surface de l'eau, qu'il fallut arracher à grands frais des flancs du navire ;
  - les volumineuses caméras 65 mm (coûtant chacune 100 000 $ à l'époque) ne pouvant être manœuvrées à bord, la galère fut enlevée de la piscine, coupée en deux et placée sur un plateau pour le tournage des scènes intérieures ;
  - les rames, trop longues, durent être raccourcies ; mais devenues trop légères à manœuvrer, elles en devenaient peu crédibles. Le problème fut résolu cette fois en utilisant des vérins hydrauliques qui les tiraient vers le bas.
- 600 décors et 50 000 costumes furent réalisés, et de nombreuses Italiennes ont « sacrifié » leur chevelure (environ 200 kilos) pour confectionner les perruques et barbes que devaient porter les milliers de figurants.
- Au total 381 000 mètres de pellicule en 65 mm furent impressionnés[35].

### Censure et problèmes religieux
- Arguant du fait que le film représentait la personne de Jésus, Ben-Hur fut interdit de projection en Arabie saoudite. Dans certains pays communistes tels que la Yougoslavie, les scènes où apparaît le Christ furent coupées.
- William Wyler exigea des acteurs à l'accent britannique pour les Romains, et à l'accent américain pour les Juifs. Soucieux de ne pas choquer chrétiens et juifs, il demanda la présence de représentants du Vatican et de la communauté juive pour tous les aspects religieux du film. Cette anecdote a inspiré une scène du film Ave, César ! des frères Coen où il y avait ce problème similaire pour le film (fictif) où le personnage de George Clooney jouait.
- Quelques articles publiés expliquent pourquoi Wyler ne fit pas présenter le visage de Jésus-Christ (joué par Claude Heater) dans ce film. Il semble qu'il voulût éviter une polémique éventuelle au Royaume-Uni, où, à cette époque-là, une loi interdisait la parole et le visage dans le tournage, si Jésus n'était autre que le rôle secondaire[36]. Ce pays anglophone était, pour lui, très important.

### Sortie en France
- Lors de la sortie en France en 1960, la MGM équipa certains des cinémas de son parc privé d'un système sonore « bi-amplification », tel le cinéma Plaza à Toulouse, une luxueuse salle de 1 890 places. Les fréquences inférieures à 120 Hz étaient séparées sur les bandes sonores magnétiques par un seuil de coupure et traitées par des amplificateurs spécifiques alimentant des haut-parleurs d'écran de 55 cm de diamètre ne réagissant qu'au bas spectre compris entre 120 et 20 Hz. Les effets ainsi obtenus donnaient un relief acoustique très efficace à la partition musicale de Miklós Rózsa, ainsi qu'aux séquences spectaculaires telles que la bataille navale, la course de chars ou le déchaînement des éléments au moment de la mort du Christ puis du miracle qui s'ensuit. Cette application ne fut pas reprise pour les sorties ultérieures de Ben-Hur après la fermeture de nombreux cinémas vendus en 1963, aux États-Unis et en Europe (dont le Plaza) à la suite des problèmes financiers de la MGM.
- L'excellence du travail de doublage en français de Jean-Claude Michel poussa Charlton Heston à lui écrire une lettre élogieuse à l'issue de la première parisienne qui eut lieu en sa présence le 6 octobre 1960 au Gaumont-Palace[37]. En voici un extrait : « j'ai toujours été opposé aux versions doublées des films. Un acteur est naturellement très sensible de voir son propre travail réinterprété par un autre acteur, et presque impossible à satisfaire. Pourtant ce que vous avez accompli dans le rôle de Judah Ben-Hur m'a satisfait énormément. Cela a dû être d'une difficulté presque incroyable de rendre avec une telle précision l'interprétation et l'ambiance émotionnelle que j'ai créées en anglais. […] Si les Français aiment ce que j'ai fait dans ce film, c'est vous que je dois remercier. Je souhaite vous en exprimer toute ma reconnaissance. Très sincèrement, Charlton Heston[38]. »

## Autres adaptations
Films
- 1907 : Ben-Hur, court métrage muet américain de Sidney Olcott, avec Herman Rottger (Ben-Hur).
- 1925 : Ben-Hur, film américain de Fred Niblo, avec Ramón Novarro (Ben-Hur).
- 2003 : Ben-Hur, film d'animation de Bill Kowalchuk.
- 2016 : Ben-Hur, film américain de Timur Bekmambetov.

Télévision
- 2010 : Ben-Hur, mini-série européenne réalisée par Steve Shill, avec Joseph Morgan (Ben-Hur).

Théâtre
- Ben-Hur : spectacle français de Robert Hossein (septembre 2006 au stade de France)

## DVD et Blu-ray
Il y a eu de nombreuses éditions du film au format DVD et Blu-ray par l'éditeur Warner Home Vidéo.
- Coffret DVD Double Face le 7 novembre 2001 au format 2.55:1 (*) panoramique 16/9 en français et anglais Dolby Digital 5.1 avec sous-titres français, anglais, italiens, néerlandais, arabes, espagnols, allemands, roumains, bulgares et anglais pour sourds et malentendants. Sur la face A, la 1re partie du film avec l'entracte et le commentaires audio de Charlton Heston. Sur la face B, la 2e partie du film avec la seconde partie du commentaire audio de Charlton Heston ; le Making Of du film ; les bouts d'essai et une galerie de photos avec un livret collector[39]. (*) annoncé en 1.66:1
- DVD Double Face Snap Case le 1er mars 2002 avec les mêmes spécificités techniques que le précédents[40].
- Coffret Prestige 3 DVD sous fourreau cartonné le 23 novembre 2005 avec les mêmes spécificités technique que les autres éditions mais avec une différence : sur la face A, en plus du commentaire audio de Charlton Heston et l'entracte, la piste musicale seule est présente et sur la face B, la piste musicale seule est aussi incluse. Sur le second DVD, la version muette de 143 minutes sous-titrée datant de 1925. Sur le troisième DVD, un documentaire de 60 minutes "Ben Hur revisité" ; le making of de 58 minutes ; reportages sur William Wyler ; Bout d'essai des acteurs ; Reportage d'époque : Cérémonie des Oscars 1960 et des bandes annonces[41].
- Ben Hur Edition Collector 3 DVD Digipack le 17 juin 2009 au format 2.55:1 panoramique 16/9 en français, anglais et italien Dolby Digital 5.1 avec sous-titres français, anglais, italiens, néerlandais, arabes, espagnols, allemands, roumains, bulgares, anglais et italiens pour sourds et malentendants. Le DVD 1 contient la 1re partie du film avec le commentaire audio de Charlton Heston et de T. Gene Hatcher, historien du cinéma ; Entracte ; Piste musicale seule. Le DVD 2 contient la 2e partie du film avec la suite du commentaire audio de Charlton Heston et T. Gene Hatcher et la piste musicale seule. Le DVD 3 est celui des bonus présents dans le Coffret Prestige paru auparavant[42].
- Boitier DVD écologique WB Environmental le 10 mars 2010 qui est l'édition du premier DVD paru en 2001 [43].
- Boitier Keep Case le 6 avril 2011 qui est la même édition que la précédente de 2010 [44].
- Edition Ultimate Coffret métal le 26 octobre 2011 contenant 6 disques et un livre collector (3 Blu-ray, 2 DVD et 1 CD audio) : 
  - Blu-ray 1 : 1re partie du film en haute définition au format 2.76:1 16/9 1080p en anglais 5.1 DTS HD Master Audio, français, allemand, italien, castillan, brésilien, polonais et tchèque en 5.1 Dolby Digital et hongrois 1.0 avec sous-titres français, espagnols, castillans, portugais, brésiliens, polonais, tchèques, hongrois, néerlandais, danois, finlandais, suédois, norvégiens, croates, grecs, hébreux, islandais, roumains, coréens, thaïlandais, anglais pour sourds et malentendants, allemands pour sourds et malentendants et italiens pour sourds et malentendants ; 5 bandes annonces et piste musicale isolée. Disque Zone A, B et C
  - Blu-ray 2 : 2e partie du film avec les mêmes spécificités techniques que le premier disque. Disque Zone A, B et C
  - Blu-ray 3 : Nouveau making of de Laurent Bouzereau en haute définition de 78 minutes sous-titré ; Making of de 58 minutes datant de 2005 ; Making of de 1993 en VOST ; Diaporama du film ; Film Ben Hur de 1923 présent dans l'édition prestige ; 4 essais d'acteurs ; 6 ciné journaux d'époque ; cérémonie des Oscars 1960.
  - DVD 1 et DVD 2 de l'Edition Collector de 2009.
  - CD de la bande originale du film.
  - Livre avec photos et notes de production en papier glacé (68 pages).
- Blu-ray Ben Hur le 6 juin 2012 contenant les deux premiers Blu-ray de l'Edition Ultimate[45].
- Blu-ray Ben Hur en Edition Steelbook parue le 7 septembre 2016 avec deux disques semblables à ceux de l'édition Blu-ray de 2012, un mixage de la version française rééquilibré notamment dans les haut-parleurs d'ambiance salle (d'où l'absence totale de souffle), et la piste musicale séparée[46].

## Dans la culture populaire
- Le groupe de death metal Children of Bodom a utilisé un passage du film comme introduction de leur chanson The Nail.
- Les trois premières notes fortissimo de la musique originale de Miklós Rózsa sont reprises dans le film Deux heures moins le quart avant Jésus-Christ (1982) de Jean Yanne ; par ailleurs, son affiche, imaginée par Laurent Pétin et représentant le titre du film en lettres majuscules monumentales taillées dans la pierre, est une parodie de l'affiche originale de Ben-Hur[47].
- L'expression française « Arrête ton char, Ben-Hur » existait précédemment sous la forme d'« Arrête ton charre » au sens de « charrier », puis aurait été modifiée dans le parler populaire après le succès du film en 1959[48]. Autre phrase humoristique créée à l'occasion du film : « Mets-ça là, Ben Hur ! » (en référence à Messala).
- A la page 11 de l'album de la bande dessinée La Serpe d'or d'Astérix, publié en 1962, un conducteur de char mentionne Ben-Hur, synonyme de chauffard dans la scène.